# Place de Bérulle
La place de Bérulle (autrefois place des Cordeliers) est une place publique de la commune française de Grenoble, située dans le quartier ancien de Notre Dame, au niveau de la zone piétonne et commerçante de la ville.
Celle-ci est positionnée au cœur du centre ancien de la ville, au bord de l'Isère, entre le quai Stéphane Jay, la rue Cujas et la rue Madeleine, au cœur de l'ancien centre médiéval de Grenoble.

## Situation et accès

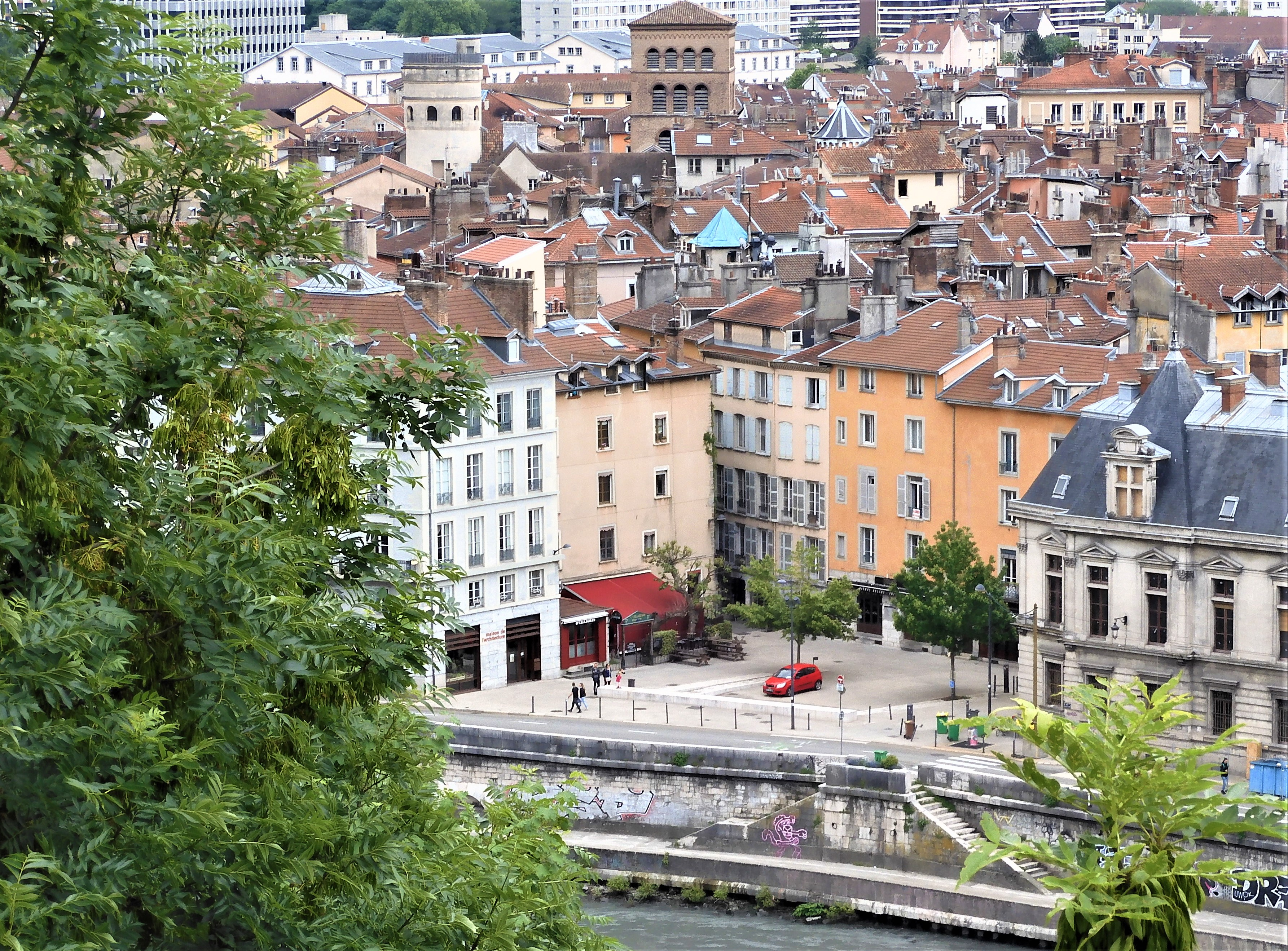
La place de Bérulle et l'Isère

### Situation
La place est située dans le centre-ville, secteur piétonnier de Grenoble.
En partant du nord, et dans le sens des aiguilles d'une montre, cette place, aux dimensions modestes donne accès aux voies suivantes, selon les références toponymiques fournies par le site géoportail de l'Institut géographique national:
- Nord :quai Stéphane Jay (bord de l'Isère)
- Sud : rue Cujas
- Est : rue Madeleine

La partie est de la rue est bordée par le Palais du parlement du Dauphiné

### Accès

#### À pied
La place, comprise dans la zone piétonne de la ville, se positionne dans la partie septentrionale de la principale zone commerciale et elle est accessible aux piétons et aux cyclistes depuis n'importe quel point de ce quartier.

#### Transport public
La place est principalement desservie par les lignes A et B et D du réseau de tramway de l'agglomération grenobloise. La station la plus proche (située à moins de deux cents mètres de son centre) se dénomme Notre-Dame - Musée de Grenoble.

## Origine du nom

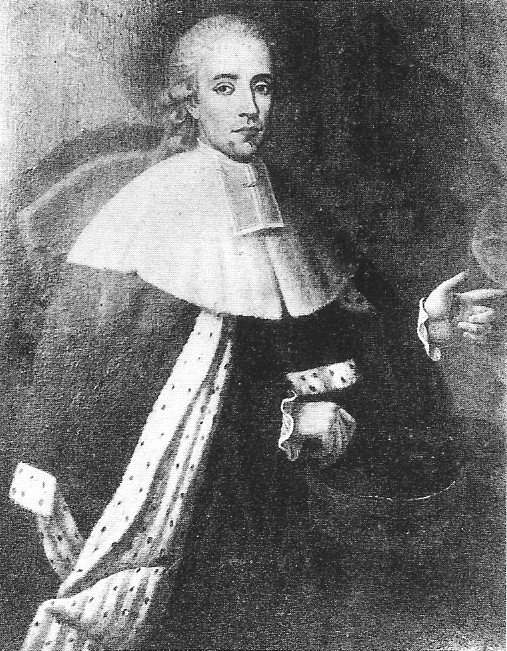
Albert de Bérulle

Cette place porte depuis 1893, le nom de Amable Pierre Albert de Bérulle,  magistrat et homme politique français, Premier président au Parlement du Dauphiné de 1779 à 1789 et qui fut condamné à mort le 6 thermidor an II (24 juillet 1794) par le tribunal révolutionnaire de Paris.

## Historique
Au début de la période médiévale Grenoble, agglomération resserrée près de l'Isère comptait trois ports : le premier, le « port de la Roche », se situait au pied de la porte de France et le second (« Port de la Madeleine » en raison de sa proximité avec l'hôpital du même nom) occupait la place des Cordeliers, aujourd'hui place Bérulle. Le port fut ensuite comblé, mais on peut encore voir, sur le coin de l'immeuble ancien situé à l'angle de la place de Bérulle et de la rue Madeleine, presque au niveau du sol, de profonds sillons dans la pierre résultant du frottement des cordages et des chaînes d'amarrage des bateaux,. Un dernier port, situé à proximité se dénommait port de l'Aiguier, à la place de l'actuel théâtre municipal de Grenoble.
Très longtemps dénommée « place des Cordeliers », en raison de sa proximité avec l'hôpital du couvent des Cordeliers est fondé en 1220 en bordure de l’ancienne ville, à l’emplacement de l’actuel musée de Grenoble. Celui-ci deviendra un quartier militaire, dans une nouvelle enceinte dite « de l’arsenal » (1595), créée par le connétable de Lesdiguières.

## Bâtiments remarquables et lieux de mémoire
L'ancien hôpital des frères mineurs de l'observance (dit « hôpital de la Madeleine », mais également, « hôpital Saint-Hugues »), plus connus sous le nom de « Cordeliers » est installé au bord d'un débarcadère correspondant à l'actuelle place de Bérulle. Il fut ensuite démoli durant la Révolution française,.
Un des murs du Palais du parlement du Dauphiné est contigu à la place, formant ainsi l'angle avec le quai Stéphane Jay. le dernier premier président de ce parlement fut Amable Pierre Albert de Bérulle.